# Płomienie (film)
Płomienie – polski film obyczajowy z 1978 roku.

## Główne role
- Józef Duriasz - Czesław
- Henryk Hunko - wuj
- Ryszarda Hanin - matka
- Alicja Jachiewicz - Urszula
- Barbara Krafftówna - ciotka
- Zuzanna Łozińska - babcia
- Magdalena Wołłejko - Alicja